# باد صد و بیست روزه
باد ۱۲۰ روزه یا باد ۱۲۰ روزه سیستان، نوعی باد است که از اواخر اردیبهشت تا پایان شهریور در منطقه سیستان می‌وزد. مدت وزش این باد معمولاً ۱۲۰ تا ۱۳۰ روز می‌باشد و گاهی حتی تا ۱۷۰ روز هم طول می‌کشد.
این باد باعث فرسایش خاک در منطقه سیستان می‌شود. باد صدو بیست روزه نیز از اواخر بهار  تا اوایل پاییز  در نواحی شرقی و جنوب شرقی استان خراسان رضوی   می وزد که در بعضی از نواحی گرد و غبار  به همراه دارد . باد صد و بیست روزه نیز در استان خراسان جنوبی   می وزد .